# The Art of Getting By
The Art of Getting By is een Amerikaans romantisch drama uit 2011 van de hand en onder regie van Gavin Wiesen – diens regiedebuut – en met Freddie Highmore en Emma Roberts in de hoofdrollen. De film ging in première op het Sundance Film Festival op 23 januari 2011 onder de titel Homework en kwam op 17 juni 2011 in roulatie in Noord-Amerika. De reacties op de film waren gemengd; met 66% bij IMDB, 36% bij de critici bij Metacritic, 63% bij de gebruikers bij Metacritic en 18% bij Rotten Tomatoes.

## Verhaal
George is een intelligente laatstejaarsstudent en getalenteerd tekenaar met een fatalistische levensbeschouwing. Om die reden doet hij nergens moeite voor en maakt hij zijn huiswerk nooit, waardoor hij op het punt staat geen diploma te krijgen. Dan raakt hij bevriend met de populaire Sally en trekt met haar op. Ook ontmoet hij de jonge kunstenaar Dustin, een oud-leerling van zijn school. Sally en Dustin beginnen tot afschuw van George een relatie. Intussen zijn er ook thuis problemen tussen zijn moeder en stiefvader, die kennelijk geldzorgen hebben.
Drie weken voor het einde van het schooljaar legt de schooldirecteur George een keuze voor: al zijn huiswerk inhalen of geen diploma. De kunstleraar neemt genoegen met één werk, op voorwaarde dat het oprecht is. George besluit ervoor te gaan, maakt alle taken af en maakt een portret van Sally. Die vertelt hem intussen dat ze met Dustin door Europa gaat trekken, maar dat ze ooit samen zullen zijn. Uiteindelijk slaagt George voor alle opdrachten en krijgt zijn diploma. Als hij na de ceremonie naar zijn schilderij staat te kijken komt Sally binnen, die op de luchthaven van gedachte is veranderd.

## Rolverdeling
- Freddie Highmore als George Zinavoy, de protagonist.
- Emma Roberts als Sally Howe, het meisje met wie George optrekt.
- Michael Angarano als Dustin Mason, de kunstschilder.
- Sasha Spielberg als Zoe Rubenstein, Sally's beste vriendin.
- Marcus Carl Franklin als Will Sharpe, Sally's beste vriend.
- Rita Wilson als Vivian Sargent, Georges' moeder.
- Sam Robards als Jack Sargent, Georges' stiefvader.
- Elizabeth Reaser als Charlotte Howe, Sally's moeder.
- Blair Underwood als Meneer Martinson, de schooldirecteur.
- Jarlath Conroy als Harris McElroy, de kunstleraar.
- Alicia Silverstone als Mevrouw Herman, de lerares Engels.